# ASW法
ASW法（ASWほう、英: Augmented Spherical Wave method）は、LMTO法に類似したバンド計算手法。LMTO法と同じくマフィンティンポテンシャルの領域とそのポテンシャル間の領域（格子間領域と言う）を考え、それぞれの領域上で基底関数を設定する。格子間領域の基底関数は、運動エネルギーを僅かに負の値に固定という条件を満たす球面波で記述される。マフィンテインポテンシャル内は、平らな格子間領域と異なりポテンシャル内を記述する基底関数はより複雑になる。そして格子間領域とマフィンティンポテンシャル内とをうまく接続するように球面波が補強される。ASW法は、LMTO法を同じく線形化されているが格子間領域での運動エネルギーの設定がLMTO法と異なる。LMTO法ではゼロとするが、ASW法では僅かに負の値を持つように設定する。
運動エネルギーを固定するという制約を課された球面波で格子間領域を記述すことには無理があり、ASW法（LMTO法）ではなるべく格子間領域が狭くなるような系での計算に向いている。